# 틸슨 브리토
틸슨 마누엘 브리또 히미네스(스페인어: Tilson Manuel Brito Jiminez, 1972년 5월 28일 ~ )는 도미니카 공화국 출신으로 미국 프로야구 토론토 블루제이스의 선수이다.
1996년부터 1997년까지 캐나다, 2000년부터 2005년까지 대한민국, 2006년부터 2008년까지 대만 프로 리그에서 활동했으며, 2009년 이후로는 자유 계약 선수이다.이름은 영어 그대로 발음했을 때 틸슨 브리토이지만 한국식 이름은 브리또이다.

## 메이저 리그 베이스볼시절
1996년에 토론토 블루제이스에 입단한 뒤 1997년에 오클랜드 어슬레틱스로 이적했다.

## KBO 리그시절

### SK 와이번스 시절
오클랜드 어슬레틱스로 이적한 뒤 마이너 리그를 전전하다 SK 와이번스에 영입되었다. 이후 삼성 라이온즈로 트레이드되었다.

### 삼성 라이온즈 시절
2003년에 재계약에 실패하여 친정 팀 SK 와이번스로 복귀했다.

### SK 와이번스 복귀

#### 덕아웃 습격 사건
2004년 8월 5일 문학 삼성전에서 브리또는 7회말 공격 때 삼성 투수 케빈 호지스에 볼에 몸에 맞은 뒤 다소 예민한 반응을 보였으며, 곧바로 대주자 윤형국으로 교체됐다. 그러나 8회 초 삼성의 공격 때 배트를 들고 뒷문을 통해 삼성 덕아웃에 난입하는 소동을 일으켰다. 이로 인해 양 팀 선수들이 서로 엉키면서 경기가 중단됐으며, 이 소동으로 브리토를 비롯해서 이호준, 배영수, 박정환 등이 퇴장 조치됐고 이후 벌금형 처분을 받았다. 공교롭게도 이날 KBS SKY스포츠(現 KBS N 스포츠), SBS스포츠(現 SBS ESPN), 경인방송에서 생중계하고 있었는데 이 소동이 방송에 그대로 내보내진 것이다. 브리토는 KBO로부터 20경기 출장 정지 처분을 받게 되었다. 결국 2004년 시즌이 끝나자마자 구단에서 방출되었다.

### 한화 이글스 시절
2005년 시즌 도중 한화 이글스에 합류하여 재기를 노렸지만 성적 부진으로 재계약마저 결렬되어 시즌 후 방출됐다.

## 중화 직업봉구 대연맹시절

### 퉁이 라이온즈/퉁이 세븐일레븐 라이온즈 시절
2006년에 퉁이 라이온즈에 합류하여 성적 상승으로 퉁이 라이온즈의 최고의 용병으로 군림했지만 2008년에 퉁이 라이온즈와 계약이 사실상 해제되어 방출되었는데  2007년 31홈런으로 CPBL TML 포함 역대 단일시즌 대만리그 최다 홈런 기록을 세웠으나 2015년 가오궈후이(고국휘)(39홈런)에 의해 갱신됐다. 이후 프로 야구계를 완전히 떠나 미국에서 유소년 야구 강사로 지내고 있다고 한다.

## KBO

### 연도별 타격 성적
| 연도       | 소속       | 경 기 | 타 수 | 득 점 | 안 타 | 2 루 타 | 3 루 타 | 홈 런 | 루 타 | 타 점 | 도 루 | 도루 실패 | 볼 넷 | 死 구 | 삼 진 | 병 살 타 | 타 율 | 출 루 율 | 장 타 율 | O P S |
| ---------- | ---------- | ----- | ----- | ----- | ----- | ------- | ------- | ----- | ----- | ----- | ----- | --------- | ----- | ----- | ----- | -------- | ----- | -------- | -------- | ----- |
| 2000년     | SK         | 103   | 405   | 65    | 137   | 26      | 4       | 15    | 216   | 70    | 3     | 2         | 31    | 11    | 55    | 8        | .338  | .399     | .533     | .932  |
| 2001년     | SK         | 122   | 422   | 59    | 135   | 27      | 0       | 22    | 228   | 80    | 7     | 3         | 57    | 24    | 53    | 12       | .320  | .425     | .540     | .965  |
| 2002년     | 삼성       | 128   | 481   | 89    | 136   | 29      | 0       | 25    | 240   | 90    | 1     | 2         | 35    | 21    | 84    | 10       | .283  | .355     | .499     | .854  |
| 2003년     | 삼성       | 102   | 380   | 59    | 97    | 17      | 1       | 20    | 176   | 58    | 2     | 2         | 31    | 10    | 58    | 8        | .255  | .325     | .463     | .789  |
| 2004년     | SK         | 102   | 368   | 41    | 96    | 18      | 0       | 13    | 153   | 50    | 0     | 2         | 34    | 15    | 57    | 5        | .261  | .345     | .416     | .761  |
| 2005년     | 한화       | 78    | 287   | 34    | 82    | 14      | 0       | 17    | 147   | 43    | 0     | 1         | 11    | 8     | 45    | 11       | .286  | .328     | .512     | .840  |
| 통산 : 6년 | 통산 : 6년 | 635   | 2343  | 347   | 683   | 131     | 5       | 112   | 1160  | 391   | 13    | 12        | 199   | 89    | 352   | 54       | .292  | .366     | .495     | .862  |

- 2012년 기준, 굵은 글씨는 시즌 최고 성적.

## 연도별 타격 성적
- 2007 .313 33홈런 107타점
- 2008 .330 24홈런 102타점